# Kożuszkowo
Kożuszkowo – wieś w Polsce położona w województwie kujawsko-pomorskim, w powiecie mogileńskim, w gminie Jeziora Wielkie.

## Podział administracyjny
W latach 1975–1998 miejscowość administracyjnie należała do województwa bydgoskiego.

## Demografia
Według Narodowego Spisu Powszechnego (III 2011 r.) liczyła 226 mieszkańców. Jest ósmą co do wielkości miejscowością gminy Jeziora Wielkie.